# The Brecker Brothers
The Brecker Bothers was een Amerikaanse fusionband.

## Bezetting
- Michael Brecker[2] (saxofoon, fluit, later ook EWI)
- Randy Brecker[3] (trompet, bugel)

## Geschiedenis
De band nam in de jaren 1970 en de vroege jaren 1980 commercieel succesvolle fusion-albums op. Ze hadden een hit met East River (1979), die de 34e plaats haalde in de Britse singlehitlijst. Voor hun album Out of the Loop werden ze in 1995 onderscheiden met een Grammy Award.
De oudere broer Randy werd bekend als medeoprichter van de band Blood, Sweat & Tears. Hij speelde op hun debuutalbum Child Is Father to the Man (1968). De jongere broer Michael kwam in 1970 naar New York, waar hij met zijn broer toetrad tot de jazzrockband Dreams. In de daaropvolgende jaren presenteerden de beide broers zich gezien hun precieze riffs, als een veelgevraagde blazerssectie voor talrijke studio-producties op het gebied van de rock- en popmuziek. In 1974 haalde Art Blakey beiden bij de Jazz Messengers, voordat ze zich in 1975 zelfstandig maakten en met The Brecker Brothers een overtuigend platendebuut uitbrachten. In de tweede helft van de jaren 1970 waren ze een van de meest succesvolle funkjazz-bands. In 1992 leidde het album The Return of the Brecker Brothers een kortstondige reünie in.
Bijkomend bij de opnamen van hun eigen composities speelden de broers vaak samen op albums en opnamen van andere artiesten, zoals de hit Hello, It's Me van Todd Rundgren, het album Mothership Connection van Parliament en het debuutalbum van de Japanse fusionband Casiopea. De broers gingen ook in de late jaren 1970 op tournee met Frank Zappa en waren te horen op diens album Zappa in New York. Hun samenwerking eindigde in 2007 met het overlijden van Michael Brecker aan de gevolgen van leukemie.

## Discografie
Arista Records
- 1975: The Brecker Brothers met Dave Sanborn, Harvey Mason, Will Lee, Bob Mann, Don Grolnick
- 1976: Back to Back met Dave Sanborn, Luther Vandross, Lew Del Gatto, Steve Gadd, Steve Khan, Dave Friedman, Don Grolnick, Sammy Figueroa
- 1977: Don't Stop the Music met Lew Del Gatto, Lenny White, Steve Gadd, Hiram Bullock, Don Grolnick
- 1978: Heavy Metal Be-Bop met Terry Bozzio, Barry Finnerty, Sammy Figueroa
- 1980: Detente met Marcus Miller, George Duke, Paulinho da Costa, Steve Gadd, Hiram Bullock
- 1981: Straphangin met Marcus Miller, Barry Finnerty, Don Alias

GRP Records
- 1992: Return of the Brecker Brothers met James Genus, Dennis Chambers, Mike Stern, Robbie Kilgore, Don Alias
- 1994:  Out of the Loop

BHM
- 2005: Some Skunk Funk